# Чемпионат мира по фехтованию 2000
Чемпионат мира по фехтованию в 2000 году проходил с 29 июня по 2 июля в Будапеште (Венгрия). В связи с тем, что в этом же году проходили Олимпийские игры в Сиднее, на чемпионате прошли состязания лишь по не входившим в олимпийскую программу личному и командному первенству на саблях среди женщин.

## Общий медальный зачёт
| Место | Страна      | Золото | Серебро | Бронза | Всего |
| ----- | ----------- | ------ | ------- | ------ | ----- |
| 1     | Азербайджан | 1      | 0       | 0      | 1     |
| 1     | США         | 1      | 0       | 0      | 1     |
| 2     | Италия      | 0      | 2       | 0      | 2     |
| 3     | Франция     | 0      | 0       | 2      | 2     |
| 4     | Германия    | 0      | 0       | 1      | 1     |

## Медалисты

### Женщины
| Дисциплина                 | Золото                                                    | Серебро                                                                   | Бронза                                                                    |
| -------------------------- | --------------------------------------------------------- | ------------------------------------------------------------------------- | ------------------------------------------------------------------------- |
| Сабля Личное первенство    | Елена Жемаева                                             | Илария Бьянко                                                             | Анне-Лиз Туйя Зандра Бенад                                                |
| Сабля Командное первенство | США · Кристине Беккер · Николь Мустилли · Мариэль Загунис | Италия · Илария Бьянко · Анна Ферраро · Алессиа Тоньолли · Джойа Марцокка | Франция · Анне-Лиз Туйя · Сесиль Аржоля · Эва Путей-Нобль · Магали Каррье |